# De divinatione
De divinatione est un dialogue philosophique de Cicéron, publié en 44 av. J.-C. qui traite des divers procédés de divination connus et pratiqués à son époque. Cet ouvrage constitue avec De natura deorum (Sur la nature des dieux) et De fato (Sur le destin) une trilogie d’ouvrages traitant du sacré et des pratiques et phénomènes qui lui sont liés. Cicéron y analyse avec scepticisme les diverses formes de la divination et critique les théories des stoïciens qui la défendent.
L’ouvrage est un des seuls traités consacrés à ce sujet qui nous soient parvenus, il présente donc un intérêt historique pour la connaissance des divinations grecque, étrusque et latine et des attitudes antiques face aux phénomènes hors de l'expérience ordinaire.
De divinatione est également une vaste source historique sur la conception de la scientificité dans l'antiquité romaine classique.

## Date
Cicéron rédige De divinatione durant sa période de retrait politique compensée par une intense production philosophique, entre 46 et 44 av. J.-C.. Ce traité contient plusieurs mentions de Jules César et de sa mort aux ides de Mars 44, mais la datation précise est discutée. Selon la théorie de R. Durand, généralement admise, une première rédaction dans les mois précédant la mort de César, peut-être à partir de janvier 44, aurait été suivie de retouches et d’une publication peu après les ides de mars. Toutefois, J. Boës propose une datation plus tardive, après mi-juin 44.

## Manuscrits sources
Cet ouvrage nous a été transmis à travers les siècles dans un recueil d'œuvres philosophiques de Cicéron, grâce à des manuscrits qui ont survécu jusqu'à nos jours, dont les plus anciens sont :
- Vossianus Lat. Fol 84 et 86 (Leyde), IXe siècle ;
- Vindobonensis Lat. 189 (Vienne), IXe siècle ;
- Leidensis Lat. 118 (Leyde), du XIe siècle ;
- Florentianus Marcianus Lat. 257 (Florence), IXe siècle.

## Contenu
Les protagonistes sont Cicéron lui-même et son frère cadet Quintus Tullius Cicero, dans le jardin de  sa villa de Tusculum que Cicéron nomme le Lycée, en évocation du Lycée d’Aristote.  
L'ouvrage comporte deux livres et la présentation n'est pas vraiment sous forme de dialogue philosophique, dans laquelle les exposés donnent lieu à d'immédiates répliques et réponses, mais comme une controverse en pro et contra (exposé du pour, exposé du contre) selon l'approche de la seconde Académie. Dans le premier livre, Quintus présente les diverses formes de divination, et exprime son adhésion aux thèses stoïciennes sur la réalité du fait divinatoire. Multipliant les citations de poètes, d'historiens et de chroniqueurs, il accumule les faits qu'il explique en recourant au surnaturel. Cicéron lui répond dans le second livre selon une rhétorique structurée point par point, et fait une analyse critique et sceptique de la présentation de Quintus,.

### Livre I
Après une introduction de Cicéron, Quintus présente les diverses formes de divination selon la classification traditionnelle énoncée depuis Homère et Platon, qui distingue la divination « artificielle », faite par des techniciens selon des rites institutionnalisés, et la divination « inspirée » dite aussi « naturelle » selon la terminologie introduite par Cicéron. Quintus soutient les théories  stoïciennes pour qui le fait divinatoire est une évidence, qui ne requiert pas d’explication ; la relation entre le signe et le signifié se suffit à elle-même et ne s’explique pas par le hasard (§ 11-25). Quintus s’étend longuement sur la forme de divination naturelle qui procède des rêves prémonitoires, manifestation selon les stoïciens d’une inspiration de l'âme humaine recevant un message divin (§ 40-71). Il donne aussi des exemples de divination artificielle, tirés des expériences des oracles, de la divination étrusque ou haruspicine, des augures et des interprétations immédiates (§ 72-79 et 97-108). Quintus étaye son point de vue par le consensus en faveur de la divination des philosophes anciens Pythagore, Démocrite, Socrate, exception faite de Xénophane et Épicure, et des stoïciens Chrysippe, Diogène de Babylone et Antipater de Tarse. Il fait aussi référence aux croyances des divers peuples ainsi que celles des Romains dont l’histoire est riche d’expériences de divination artificielle (§ 85-108). Toutefois, il termine par une mise en garde contre les charlatans qui font commerce à Rome d’une prétendue divination (§ 109-132).

### Livre II
Cicéron répond dans le second livre, et fait une analyse critique point par point de la présentation de Quintus. Il annonce qu’il va appliquer les démarches de questionnement et de doute socratique de la Nouvelle Académie, l'école de philosophie dont il se veut le continuateur (§ 1-8). Pour lui, la divination n'est ni un art ni une branche de la philosophie et ne repose que sur le hasard (§ 9-27).

#### La divination étrusque
Cicéron démontre le caractère fallacieux des diverses formes de l’haruspicine étrusque, basée sur l’examen des viscères de victimes sacrifiés, l’interprétation de la foudre et du tonnerre, l’analyse des prodiges, dont nombre de prédictions ont été sans effet ou fausses. Affirmer que l’altération de viscères survient au moment du sacrifice est une conception contre nature, comme dans le cas des prémices de la fin de Jules César où une victime n’avait plus de cœur  et l’autre un foie incomplet (§ 42-49). La foudre ne peut être un message de Jupiter, qui serait le plus souvent dispersé dans des lieux dépourvus d’observateurs, mais est bien un phénomène naturel. Les événements qui lui sont associés le sont a posteriori, ou sont le fait du hasard (§ 42-49). Enfin, les phénomènes qualifiés de prodiges le sont parce que ce sont des événements exceptionnels. Il ne faut pas les attribuer aux dieux, mais systématiquement rechercher leurs causes naturelles, et si l’on n’en identifie pas, ne pas douter de leur origine naturelle, car rien ne se produit sans cause (§ 49-69).
C’est au cours de ces critiques que Cicéron rappelle la plaisanterie de Caton l'Ancien : « il s’étonnait qu’un haruspice n’éclatât pas de rire à la vue d’un autre haruspice », énoncé maintes fois repris.
Cicéron continue à démonter les formes de divination artificielle restantes et met en cause les augures, les présages par la parole, les sorts et l'astrologie.

#### La divination romaine
Passant à la divination romaine, il est moins critique sur les augures, non parce qu’il est lui-même augure, mais parce que les augures des Romains ne servent pas à dire l’avenir. Employés pour obtenir l'avis préalable des dieux lors des actes importants des magistrats tels que procès devant le peuple, votes des lois, élections des magistrats, ils ont une utilité coutumière, sociale et religieuse pour l’État vis-à-vis du peuple. Néanmoins, Cicéron déplore un dévoiement de l’ancien art augural, maintenu pour des raisons politiques et utilisé abusivement, par exemple pour annuler des élections pour vice de forme dans la prise d’augures ou en raison d’un signe défavorable. Comme Quintus l’avait admis auparavant, il considère comme forcés les auspices obtenus par les poulets, qui donnent une réponse favorable pourvu qu’on les ait affamés au préalable. De surcroit, les généraux romains avaient abandonné à partir de la deuxième guerre punique cette technique d’augures réservée aux campagnes militaires (§ 70-83). Quant aux auspices, forme particulière d’augures déduite du vol des oiseaux, ils sont incohérents : les récits censés justifier l’origine de cette pratique sont des légendes disparates. La pratique n’est pas plus homogène : les Romains les estiment favorables s’ils viennent de la gauche, à l’inverse des Grecs et des Barbares qui les qualifient de positifs s’ils sont à droite (§ 70-83).

#### Autres types de divination artificielle
La revue des diverses formes de divination artificielle s’achève avec des pratiques diverses : croire au caractère prémonitoire de paroles entendues par hasard est une superstition qui perturberait toute action si on y ajoutait foi (§ 83-84) ; les prédictions par tirages au sort sont des inventions destinées à faire du profit, même dans le cas de la cléromancie tirée des tablettes du prestigieux sanctuaire de  Préneste (§ 85-87) ; enfin l'astrologie dite chaldéenne est l'objet d'une réfutation argumentée : l'astronome grec Eudoxe de Cnide et le stoïcien Panétios de Rhodes la refusent. L'influence des planètes et de la Lune sur les horoscopes de naissance est impossible compte tenu de leur distance, et si elle existait, toutes les personnes nés au même moment connaîtraient un destin semblable, ce que la vie des jumeaux contredit. Inversement ceux qui meurent de la même façon comme les victimes de la bataille de Cannes étaient-ils nés sous le même astre ? (§ 87-99).

#### La divination «naturelle»
Passant à la divination naturelle, il réfute successivement les vaticinations, les oracles et les rêves prémonitoires.
Combinant la réflexion probabiliste et un humour féroce, Cicéron ridiculise la théorie stoïcienne des rêves inspirés à l'âme par les Dieux : « de ces deux hypothèses, laquelle est la plus probable ? Les dieux immortels, en toutes choses éminemment supérieurs, courent visiter les lits et même les grabats de tous les mortels, où qu'ils soient, pour jeter en eux, chaque fois qu'ils en ont vu un qui ronfle, des visions bien tortueuses et obscures, qui le réveillent d'épouvante et le précipitent au matin chez l'interprète. Ou bien, par un effet de la nature, l'âme a l'impression de voir en dormant ce qu'elle a vu éveillée. »